# شريان الكظر
شرايين الكظر أو شرايين كظرية (بالإنجليزية: Adrenal artery)‏‏ هي الشرايين في بطن الإنسان والتي تُزود الغدد الكظرية بالدم.
تستقبل الغدد الكظرية الدم من ثلاثة شرايين مختلفة على الجهتين اليمنى واليسرى، كالتالي:
- شريان كظري علوي وهو فرع من شريان حجابي سفلي
- شرايين وسطى كظرية وهو فرع من أبهر بطني
- شريان كظري سفلي وهو فرع من شريان كلوي